# SXDF-NB1006-2
SXDF-NB1006-2 — далёкая галактика, расположенная в созвездии Кита. Спектроскопическое красное смещение составляет z = 7,213 (12,91 млрд световых лет). Данная галактика была открыта в рамках обзора Subaru XMM-Newton Deep Survey Field. По состоянию на июнь 2012 года галактика считалась наиболее далёкой, превзойдя галактику GN-108036, также открытую на телескопе «Субару». На момент открытия галактика содержала самый старый кислород во Вселенной (в 2017 году кислород обнаружили в галактике A2744 YD4 с красным смещением 8,38).